# Richfield Tower
Richfield Tower, también conocido como el Richfield Oil Company Building, fue un rascacielos de oficinas construido entre 1928 y 1929. Fue la sede de Richfield Oil en Los Ángeles, California. Fue demolido en 1969.

## Historia
Fue diseñado por Stiles O. Clements y presentaba una fachada art déco negra y dorada. El esquema de color inusual estaba destinado a simbolizar el "oro negro" que era el negocio de Richfield. Haig Patigian hizo las esculturas exteriores. El edificio estaba cubierto con terracota arquitectónica fabricada por Gladding, McBean, como era típico de muchos edificios de la Costa Oeste de esta época. En un movimiento inusual, se cubrieron los cuatro lados ya que todos eran visibles en la ubicación del centro.
El edificio de 12 pisos tenía 99,98 metros de altura, incluida una torre de 40 m en su cima, adornada verticalmente con el nombre "Richfield". La iluminación de la torre se hizo para simular un pozo de petróleo y el motivo se reutilizó en algunas estaciones de servicio de Richfield.
La empresa superó el edificio y fue demolido en 1969, para consternación de los residentes de Los Ángeles y de aquellos interesados en la preservación arquitectónica, para dar paso al actual complejo de rascacielos ARCO Plaza. Las elaboradas puertas del ascensor negras y doradas fueron rescatadas del edificio y ahora residen en el vestíbulo del nuevo edificio ARCO (ahora City National Tower).
Las figuras centrales del tímpano (Navegación, Aviación, Servicio Postal e Industria) sobre la entrada principal fueron donadas por Atlantic Richfield Company al Museo de Arte y Diseño de UC Santa Bárbara, negociadas por el profesor David Gebhard, destacado historiador de arquitectura de UCSB. Publicó un pequeño volumen ilustrado sobre el edificio antes de la demolición: The Richfield Building 1928–1968. Después de languidecer en el almacenamiento de la universidad durante más de una década, tres de las cuatro figuras se montaron fuera del Centro de Salud para Estudiantes de UCSB en 1982. La cuarta figura estaba incompleta y permanece almacenada.
Richfield Tower apareció en algunas escenas de la película Zabriskie Point de 1970 de Michelangelo Antonioni, filmada poco antes de su demolición.

## Galería

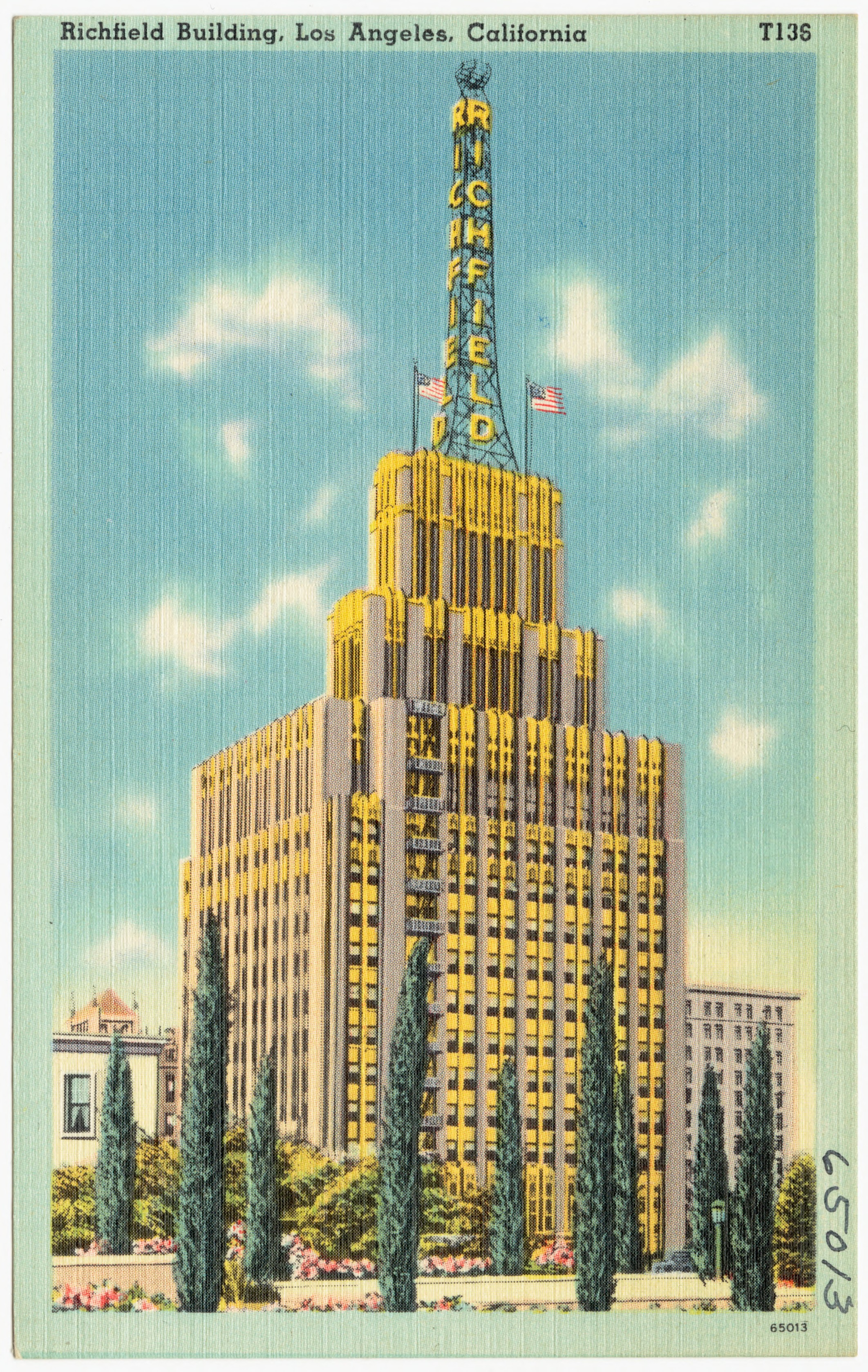
Postal coloreada, antes de 1945
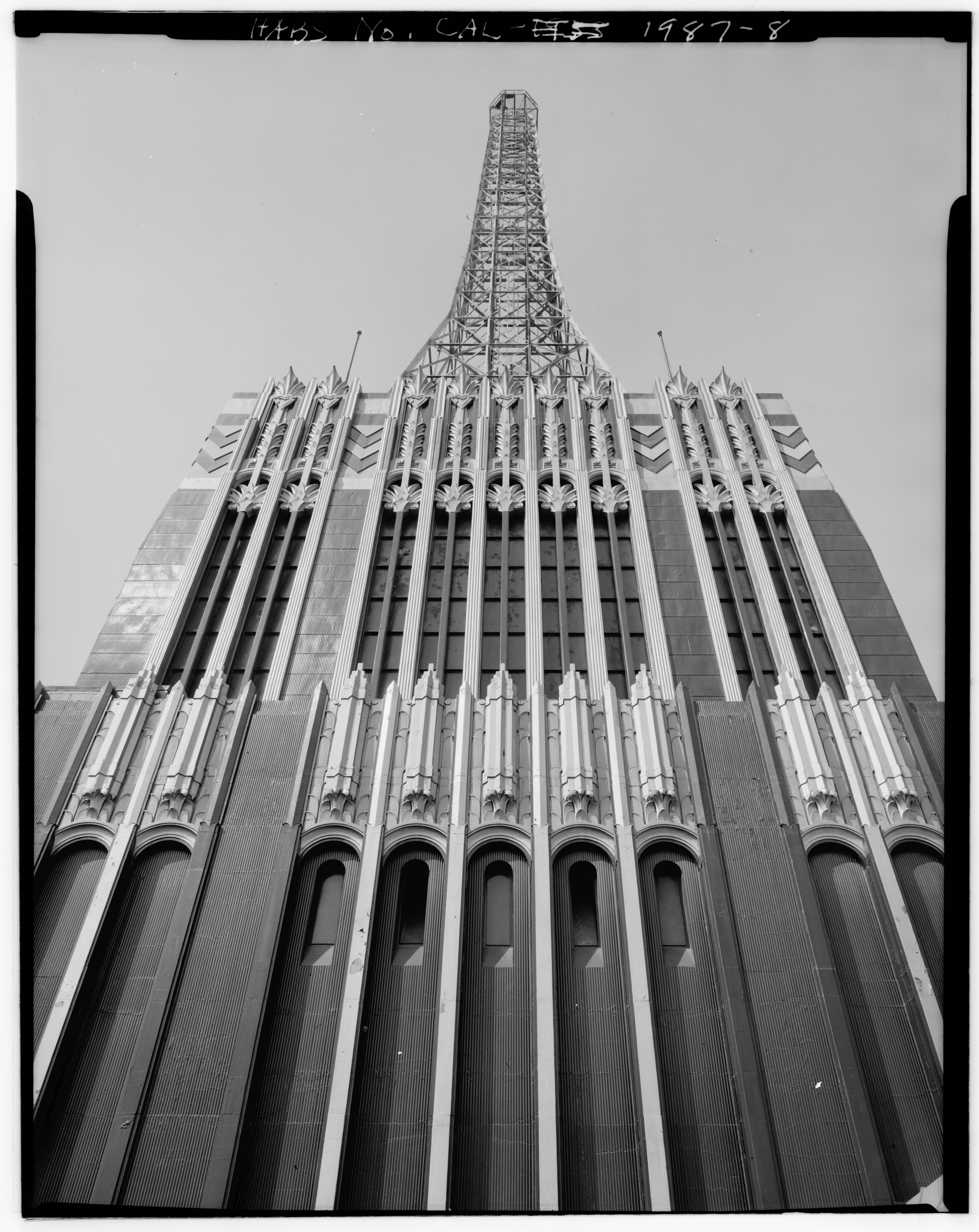
Detalle frontal
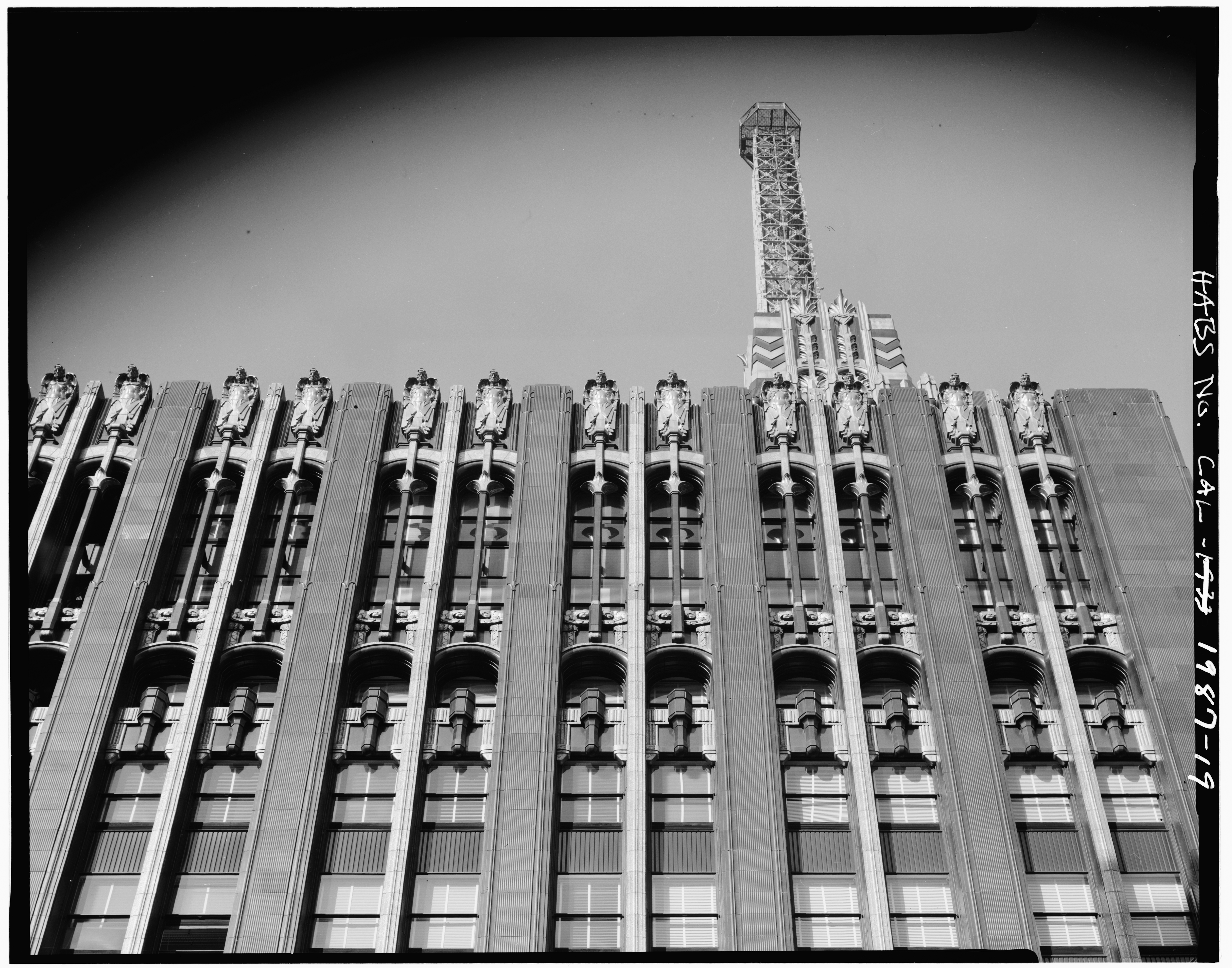
Figuras de terracota en el lateral.
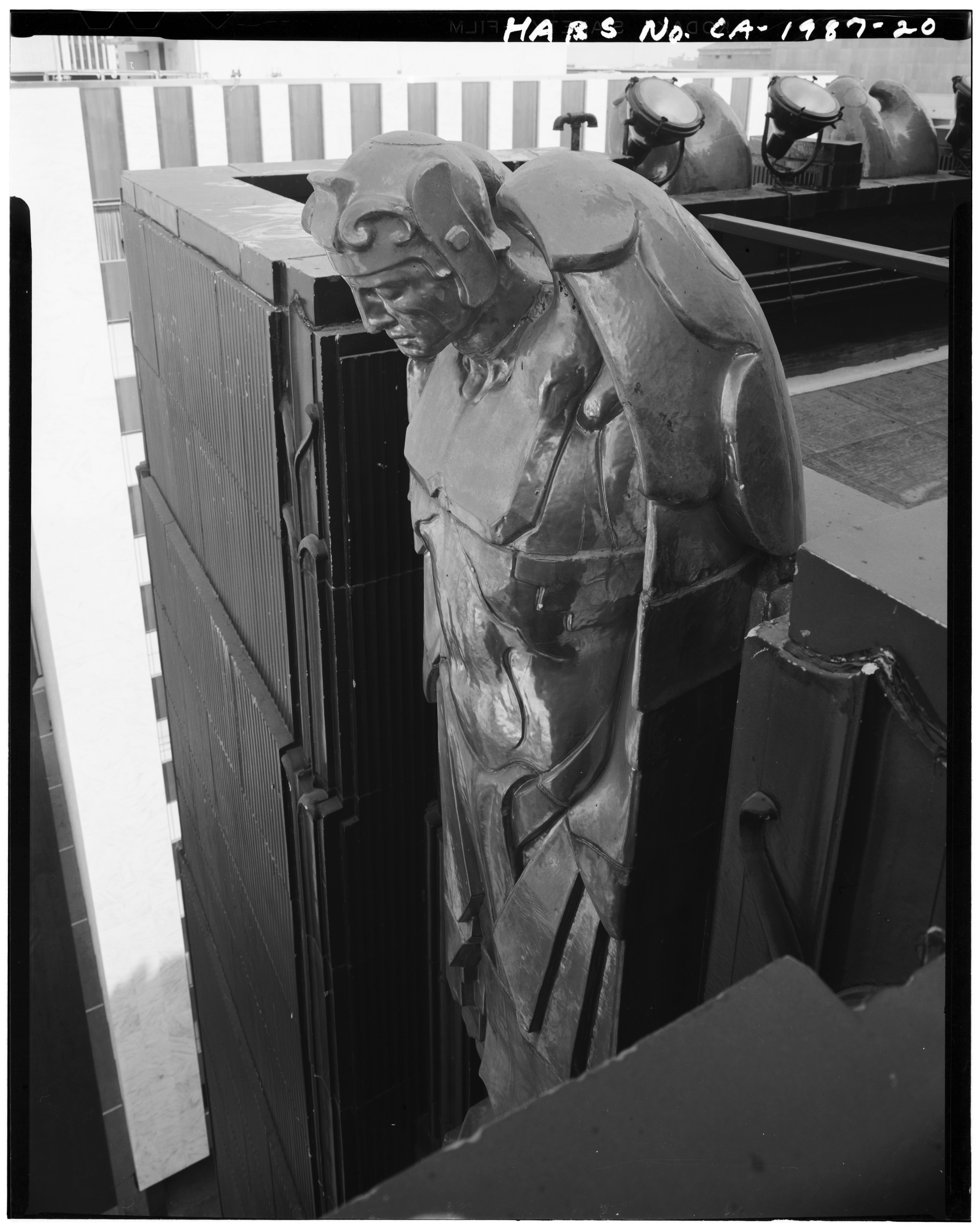
Ángel de terracota, primer plano
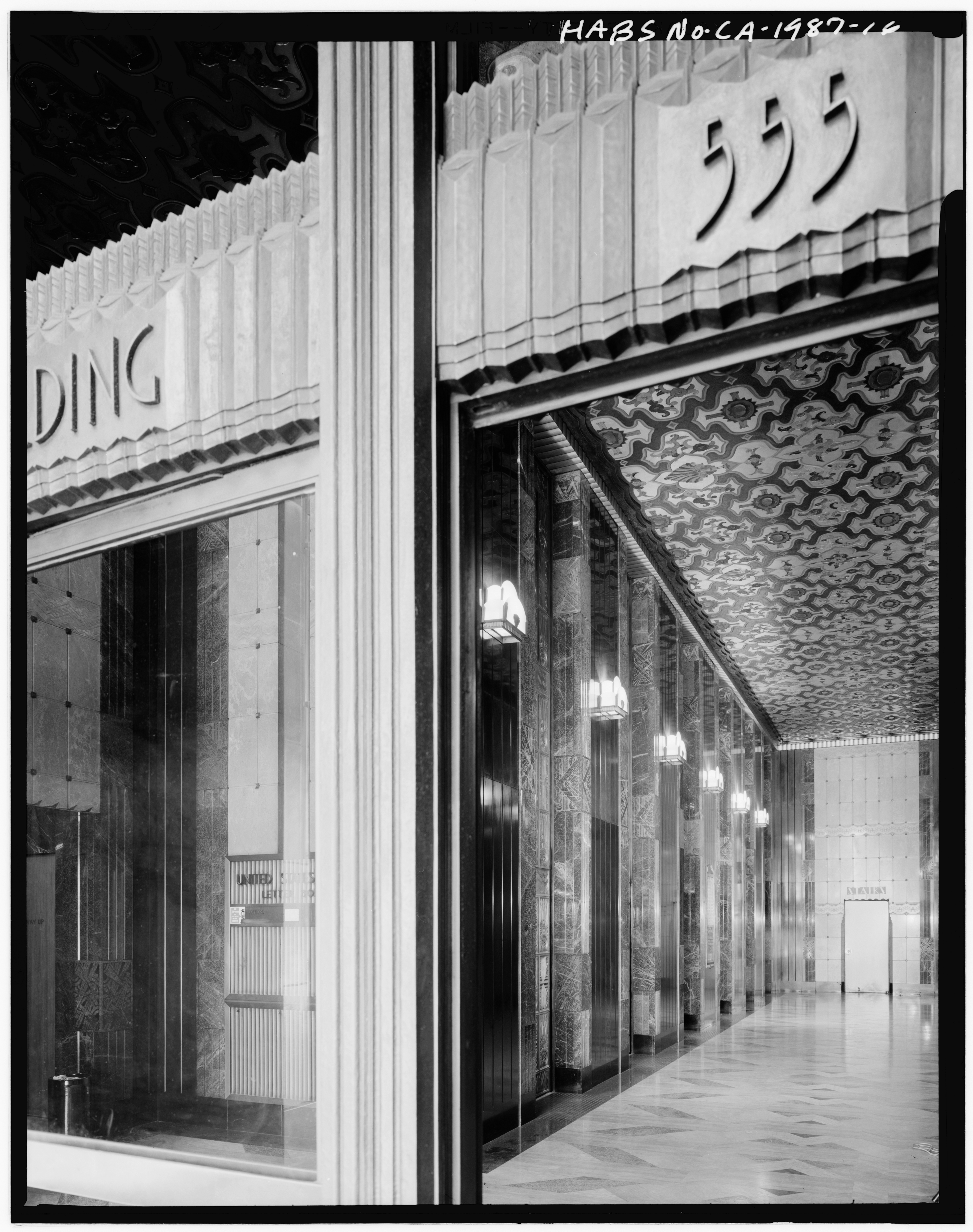
Entrada este
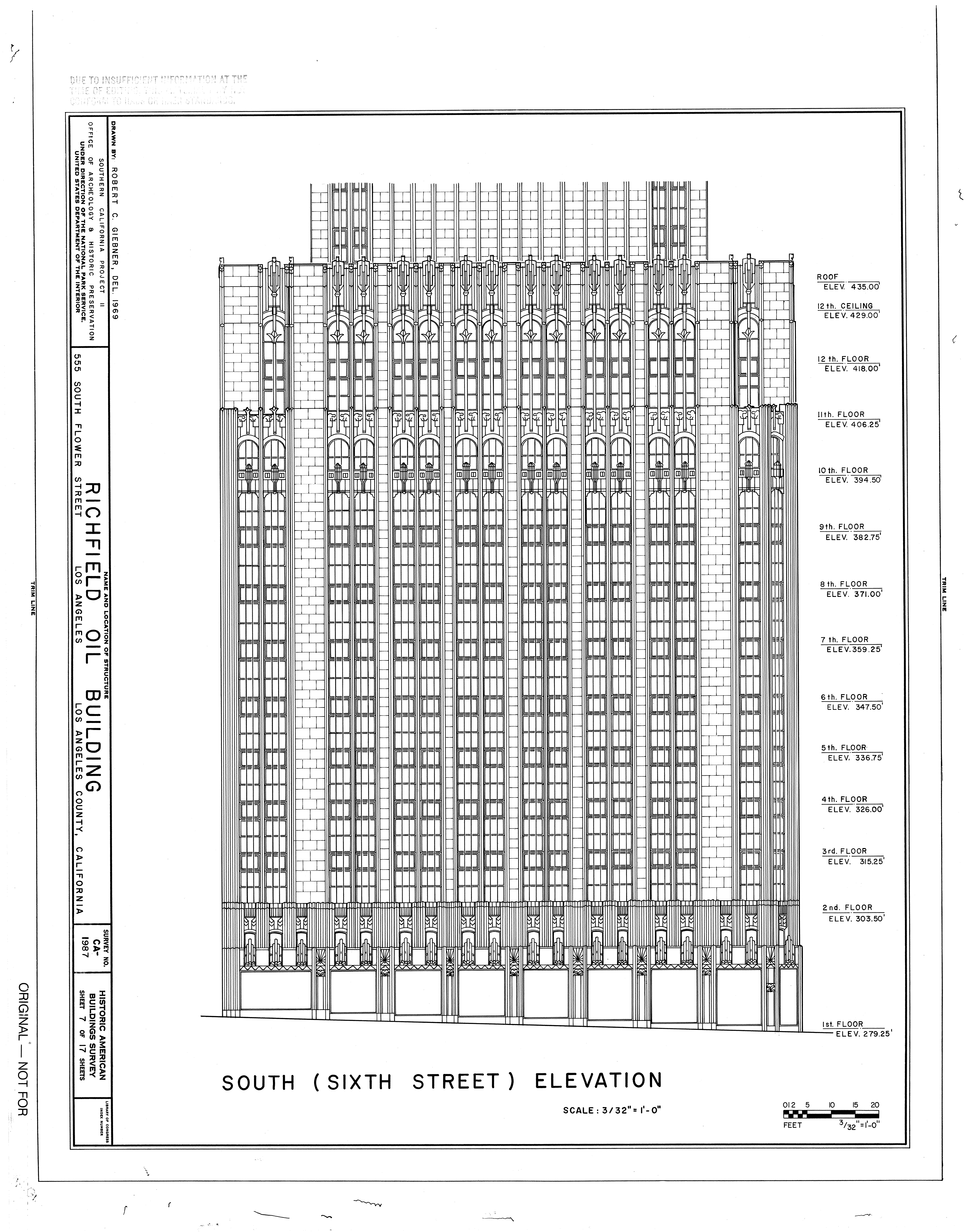
Plano
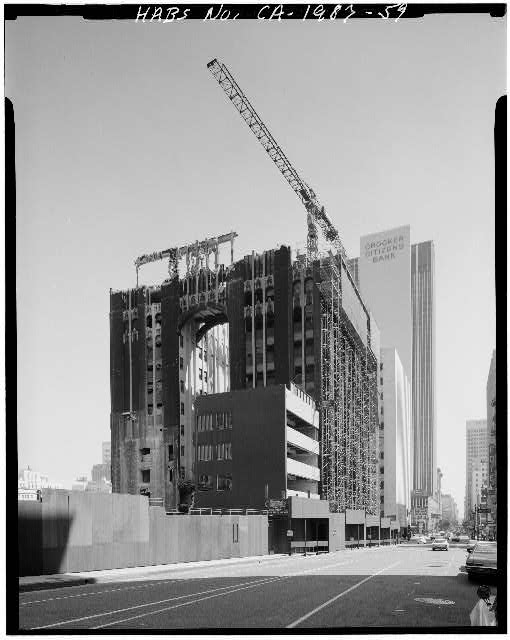
Lado oeste del edificio durante la demolición, abril de 1969